# Movimento Nazional-Socialista
Il Movimento Nazional-Socialista (in olandese Nationaal-Socialistische Beweging, NSB) fu un partito politico dei Paesi Bassi di orientamento fascista ed in seguito nazionalsocialista.
La sua partecipazione alle elezioni vide un relativo successo nel 1930.
Dopo l'occupazione tedesca, la NSB divenne l'unico soggetto politico autorizzato nei Paesi Bassi e rimase tale durante il prosieguo della seconda guerra mondiale.

## Storia del partito

### Il periodo fra le due guerre

Simbolo del partito (1931-1936)

La NSB fu fondata a Utrecht, alla fine del 1931, in un periodo in cui fiorirono molti partiti nazionalisti, fascisti o nazisti. I fondatori furono Anton Mussert, che divenne leader del nuovo partito, e Cornelis van Geelkerken. Il partito presentò il proprio programma sulla base del fascismo italiano e del nazionalsocialismo tedesco, ma con una differenza da quest'ultimo: prima del 1936, la NSB non ha posizione antisemite e ha persino all'interno membri ebrei. Come simbolo del movimento venne usato il Wolfsangel.
Nel 1933, dopo un anno passato a creare un'organizzazione, il partito tenne a Utrecht il primo incontro pubblico, un Landdag, a cui parteciparono circa 600 attivisti del partito. Dopo questo incontro il partito guadagnò una visibilita più ampia. Nello stesso anno il governo olandese vieta ai funzionari pubblici di prendere parte alla NSB. Nelle elezioni provinciali del 1935 il partito ottiene l'8% dei voti e conquista due seggi alla Eerste Kamer, il Senato. Questo risultato fu ottenuto nel contesto di difficoltà economiche della Grande depressione. L'immagine di Mussert quale politico affidabile e pragmatico gli permisero di unificare le varie correnti fasciste anche contribuire al successo del partito, nonché a potenziare l'organizzazione e la strategia politica, non orientata ad una rivoluzione violenta ma alla presa del potere in modo legale e democratico.
Nel 1936, influenzato da Meinoud Rost van Tonningen, il partito divenne apertamente antisemita. Rost van Tonningen contesta l'autorità del Mussert con il supporto della NSDAP, creando dissensi all'interno del partito: questa rivalità porta ad una perdita di favori dell'opinione pubblica per il partito e un forte reazione antifascista dei tradizionali partiti politici, sindacati e chiese. Alle elezioni legislative del 1937, il partito non ottiene più del 4% dei voti e quattro seggi alla Camera bassa, ma ottenendone tre alla Camera Alta. I membri della NSB mostrarono poco rispetto per le regole e le procedure parlamentari, molti rappresentanti della NSB furono chiamati all'ordine dal presidente per la violenza verbale e fisica. Alle Elezioni provinciali del 1939, il partito mantenne immutato il suo risultato rispetto a due prima.

### Seconda guerra mondiale
Dopo lo scoppio della seconda guerra mondiale, la NSB si pone a favore della Germania e sostenne una rigorosa neutralità dei Paesi Bassi. Nel maggio del 1940, 800 soci e simpatizzanti del NSB sono incarcerati dal governo in seguito all'invasione tedesca. Subito dopo la rapida sconfitta olandese (14 maggio 1940), vengono tuttavia rilasciati dalle truppe tedesche. Nel giugno 1940, Mussert pronunciò un discorso a Lunteren in cui richiamò il suo paese per sposare la causa tedesca e a dissociarsi dalla Casa d'Orange, fuggita a Londra. Nel 1940, l'amministrazione delle autorità di occupazione dichiarò fuorilegge ogni partito comunista o socialista e nel 1941 tutti i partiti furono vietati, tranne la NSB, che iniziò a lavorare a sostegno delle forze di occupazione.
Il numero dei suoi sostenitori aumentò fino a raggiungere il numero massimo di 101.314 nel 1944. La NSB ebbe un ruolo importante nel governo locale e nell'amministrazione e tutti i nuovi consiglieri designati dalle autorità di occupazione erano parte del suo organigramma. A livello nazionale, Mussert aveva sperato di essere riconosciuto come capo di uno Stato indipendente ed alleato con il Terzo Reich. In realtà, però, è l'austriaco Arthur Seyss-Inquart il vero responsabile di un governo di occupazione. Mussert tenne vari incontri con Adolf Hitler in cui sostenne l'indipendenza dei Paesi Bassi ma non ottenne ascolto e, sebbene Seyss-Inquart lo avesse proposto come Presidente del Consiglio dei Ministri, gli fu conferito il solo titolo onorifico di "capo del popolo olandese" e gli fu permesso di istituire un Segretariato di Stato privo di reale autorità.
Mentre declina l'influenza sul partito di Rost van Tonningen, è in rapida ascesa la sua e degli altri fautori della corrente pro-Germania. Nell'estate del 1943 fu stabilita la Landwacht Nederlandse, una milizia paramilitare composta da membri della NSB impiegata ad assistere il governo nel controllo della popolazione. Il 4 settembre 1944, gli Alleati conquistano Anversa a cui segue l'invasione di tutti i Paesi Bassi: il 5 settembre la maggior parte dei leader della NSB fugge in Germania e l'organizzazione del partito collassa durante quello che gli storici hanno chiamato martedì folle (Dolle Dinsdag). Quando i tedeschi si arresero il 6 maggio 1945, la NSB era stata oramai bandita. Mussert fu arrestato il giorno successivo con gli altri quadri dirigenti, ma pochi furono effettivamente condannati: tra questi Mussert, che fu giustiziato il 7 maggio 1946; Meinoud Rost van Tonningen morì invece in carcere il 6 giugno 1945 in circostanze misteriose. Non vi fu alcun tentativo di proseguire il movimento per via clandestina.